# Antica Pizzeria Port'Alba
La Antica Pizzeria Port'Alba es una pizzería ubicada en el centro de Nápoles, Italia, a la que se le atribuye el reconocimiento de ser la pizzería en activo más antigua del mundo.

## Historia
El horno abrió en 1738, pero la producción estaba destinada a la venta ambulante. Ya en 1830 reabriría para venta directa bajo el nombre de Pizzeria Port'Alba, en la vía homónima del centro de la ciudad.
Originalmente producían pizzas en hornos de leña y contrataban vendedores ambulantes para repartirlas en las calles. Pronto se convertiría en un importante lugar de encuentro para los paseantes napolitanos. La mayoría de los clientes eran artistas, estudiantes y otras personas de clase humilde, por lo que las pizzas que se preparaban eran generalmente simples, como aceite y ajo. 
La pizzería estableció un particular sistema de pago llamado pizza a otto, que permitía a los clientes retrasar el pago hasta 8 días después del consumo. Por ello, existe una broma local que fue que una comida de Port'Alba podría ser la última comida gratis de alguien, si moría antes de pagar. Algunos de sus clientes compusieron poemas en honor a las pizzas de Port'Alba, como Gabriele D'Annunzio, Salvatore Di Giacomo o Benedetto Croce.
Desde su fundación, los hornos de cocción se revisten con piedra de lava de las inmediaciones del Vesubio. Una de las pizzas más populares de la casa es la Mastro Nicola o Mastunicòla, la cual lleva albahaca, manteca de cerdo, queso de leche de oveja y pimienta. Esta receta ya se preparaba en el siglo XVII. La albahaca y el orégano son las hierbas aromáticas más comunes, pero otros aderezos comunes son también varios tipos de marisco, la mozzarella de búfala, las carnes curadas y los cecinielli (alevines).